# Lucie Böhm
Lucie Böhm (verehelichte Rothauer) (* 12. Oktober 1974 in Prag, Tschechoslowakei, heute Tschechien) ist eine österreichische Orientierungsläuferin. 
Neben bisher 23 österreichischen Staatsmeistertiteln hat Lucie Böhm im Laufe ihrer Karriere auch zahlreiche internationale Erfolge erzielt. Der Höhepunkt ihrer Laufbahn war der Gewinn des Weltmeistertitels 1997 (Kurzdistanz) in Grimstad, Norwegen, wo sie die starken Skandinavier auf eigenem Gelände bezwang. Zwei Jahre später gelang ihr in Schottland der Vize-Weltmeistertitel in der Mitteldistan. In dieser Zeit zählte sie auch zu den erfolgreichsten Läuferinnen auf der Park World Tour der Orientierungsläufer. 
1997 erhielt die das Silberne Ehrenzeichen für Verdienste um die Republik Österreich.
Lucie Böhm beendete ihre internationale Karriere im Jahre 2001 mit 27 Jahren auf dem 8. Platz der Weltrangliste. Seither läuft sie noch bei nationalen Events und war kurze Zeit auch Vizepräsidentin für Leistungssport im Österreichischen Fachverband für Orientierungslauf.
2000 wurde sie als Mitglied von IFK Lidingö schwedische Einzelmeisterin auf der Mitteldistanz.